# Museo de Paleontología de Delicias

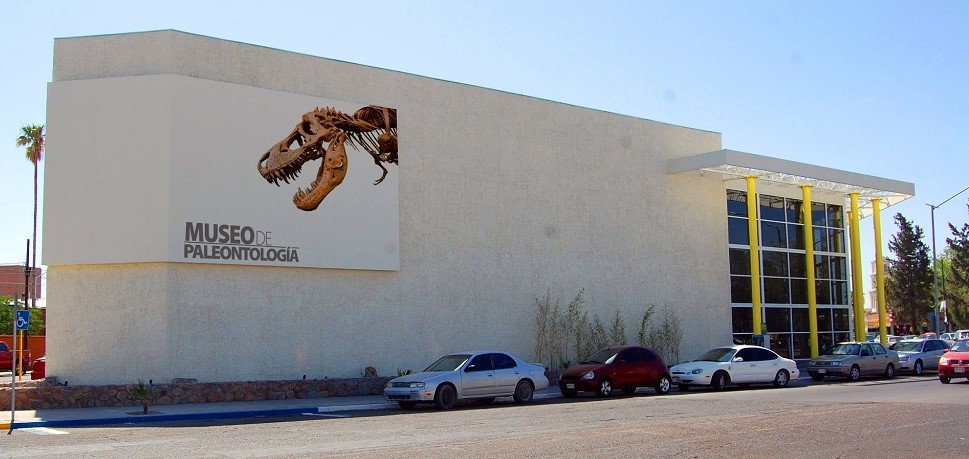
Museo de Paleontología de Delicias, Chihuahua.

Museo de Paleontología de Delicias, es un museo paleontológico abierto al público, ubicado en la ciudad de Delicias Chihuahua, México, que alberga 7 restos fósiles de esqueletos de dinosaurios, un mamut columbinu y una ballena gris con 900 años de antigüedad,  con su información correspondiente, entre los que se encuentra el primer esqueleto de hadrosaurio montado con sus piezas originales. Cuenta también con otros restos paleontológicos como caracoles fosilizados, peces y plantas.
El museo fue instalado con apoyo del INAH, el 5 de mayo de 1982, y se instaló en un nuevo edificio en 1987. Se realizó, con el objetivo de fortalecer los programas culturales de ciencias naturales. Ahí puedes apreciar aspectos de evolución de las especies, las eras geológicas, patrimonio paleontológico de la entidad y el país. 
Cuenta con 4 salas permanentes:
- El mar de chihuahua
- Los dinosaurios
- Los meteoritos
- Los mamíferos (mamut)

Se exhiben cerca de 400 piezas paleontológicas lo que lo convierte en una colección importante en México, entre las que contiene fósiles invertebrados, minerales, fragmentos de meteoritos, una cleonicera, phyllocera, un ceratópido completo con cuerno, momias de la cultura Paquimé, y piezas de 75 millones de años.  
También cuenta con exposiciones temporales relacionadas con fósiles y derivados del petróleo. Cuenta con la primera curaduría especializada en la restauración y rescate de piezas paleontológicas en la región, con personal local.